# Edsel Ford
Edsel Bryant Ford, född 6 november 1893 i Detroit, Michigan, död 26 maj 1943 i Grosse Pointe Shores, Wayne County, Michigan, var son till Henry Ford och far till Henry Ford II och William Clay Ford, Sr. Han var VD för Ford Motor Company 1919-1943 och grundade 1936 Ford Foundation. Förnamnet lånades till bilmärket Edsel.